# Equitazione ai Giochi della V Olimpiade - Dressage individuale
La competizione del dressage individuale di equitazione dai Giochi della V Olimpiade si è svolta il 15 luglio presso lo Stadio Olimpico di Stoccolma.

## Classifica finale
| Pos.    | Binomio                       | Binomio         | Nazione     | Punti |
| Pos.    | Cavaliere                     | Cavallo         | Nazione     | Punti |
| ------- | ----------------------------- | --------------- | ----------- | ----- |
| Oro     | Carl Bonde                    | Emperor         | Svezia      | 15    |
| Argento | Gustaf Adolf Boltenstern      | Neptun          | Svezia      | 21    |
| Bronzo  | Hans von Blixen-Finecke       | Maggie          | Svezia      | 32    |
| 4       | Fritz von Oesterley           | Condor          | Germania    | 36    |
| 5       | Carl Rosenblad                | Miss Hastings   | Svezia      | 43    |
| 6       | Oscar af Ström                | Irish Lass      | Svezia      | 47    |
| 7       | Felix Bürkner                 | King            | Germania    | 51    |
| 8       | Carl Kruckenberg              | Kartusch        | Svezia      | 51    |
| 9       | Mikhail Yekimov               | Tritonich       | Russia      | 62    |
| 10      | Albert Seigner                | Dignité         | Francia     | 73    |
| 11      | Andreas von Flotow            | Senta           | Germania    | 77    |
| 12      | Carl von Moers                | New Bank        | Germania    | 83    |
| 13      | Guy Henry                     | Chiswell        | Stati Uniti | 93    |
| 14      | Jacques Cariou                | Mignon          | Francia     | 94    |
| 15      | Jens Falkenberg               | Hjørdis         | Norvegia    | 103   |
| 16      | Rudolf Keyper                 | Kinley Princess | Danimarca   | 111   |
| 17      | Gaston de Trannoy             | Capricieux      | Belgio      | 117   |
| 18      | Carl Høst Saunte              | Streg           | Danimarca   | 120   |
| 19      | Pierre Dufour d'Astafort      | Castibalza      | Francia     | 123   |
| 20      | Jack Montgomery               | Deceive         | Stati Uniti | 130   |
| 21      | Emmanuel de Blommaert de Soye | Clonmore        | Belgio      | 135   |